# European Journal of Applied Physiology
European Journal of Applied Physiology (ook European journal of applied physiology and occupational physiology) is een internationaal, aan collegiale toetsing onderworpen wetenschappelijk tijdschrift op het gebied van de fysiologie.
De naam wordt in literatuurverwijzingen meestal afgekort tot Eur. J. Appl. Physiol.
Het wordt uitgegeven door Springer Science+Business Media.